# Cryptographis purpurea
Cryptographis purpurea là một loài bướm đêm trong họ Crambidae.